# Andrea-Doria-Klasse (1962)
Die Andrea-Doria-Klasse war eine Serie von Lenkwaffenkreuzern der italienischen Marine.
Die beiden Kreuzer dieser Klasse, Andrea Doria und Caio Duilio, waren die ersten größeren nach 1945 in Italien gebauten Schiffe. Beide Schiffe blieben von 1964 bis 1992 im Dienst. Ihre Hauptaufgaben waren die Flugabwehr und die U-Boot-Bekämpfung.
Von der Andrea-Doria-Klasse war ursprünglich noch ein drittes Schiff, die Enrico Dandolo (C 555), vorgesehen. Aus technischen Gründen entschied man sich jedoch für den größeren Kreuzertyp Vittorio Veneto, der eine Weiterentwicklung der Andrea-Doria-Klasse war.

## Technische Daten

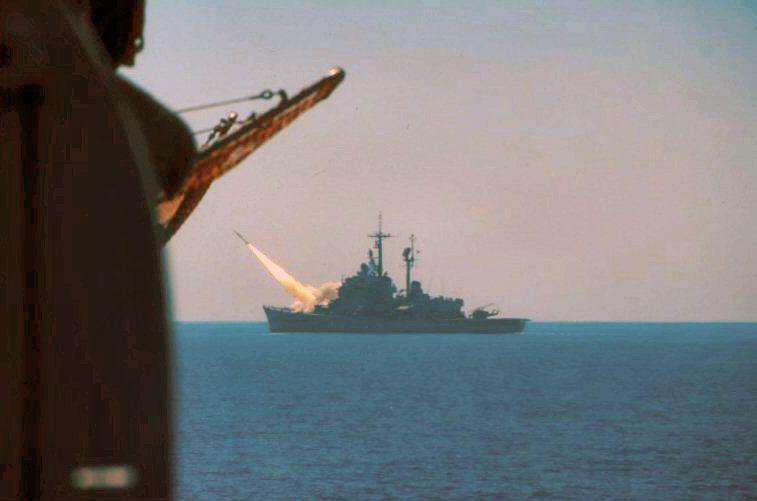
Andrea Doria 1985 vor Sardinien beim Start einer Terrier-Rakete

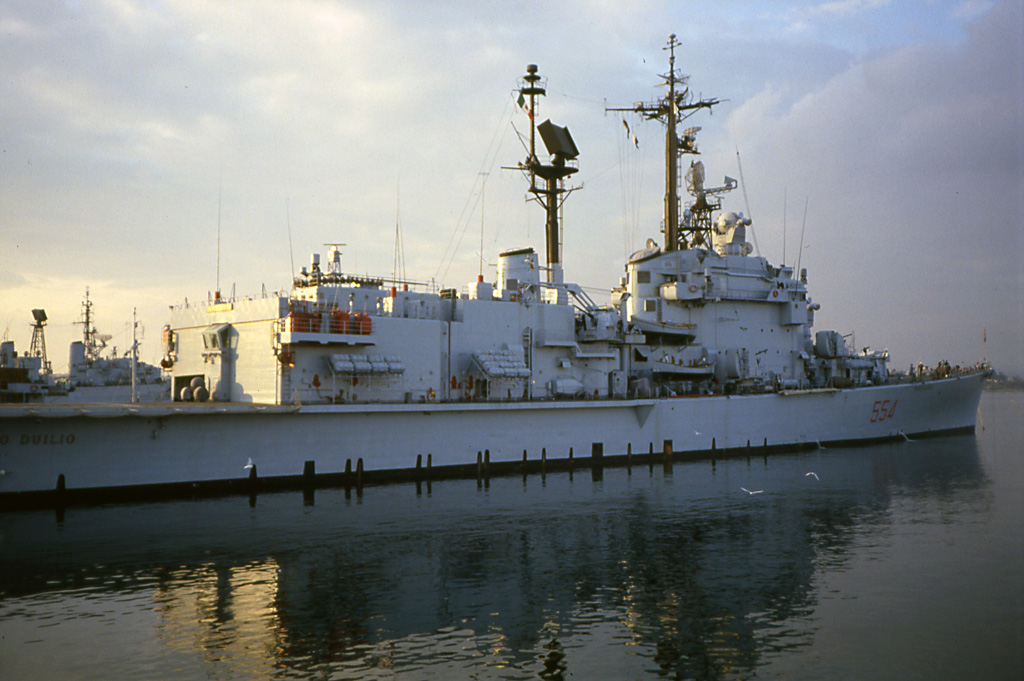
Caio Duilio 1985 in Tarent

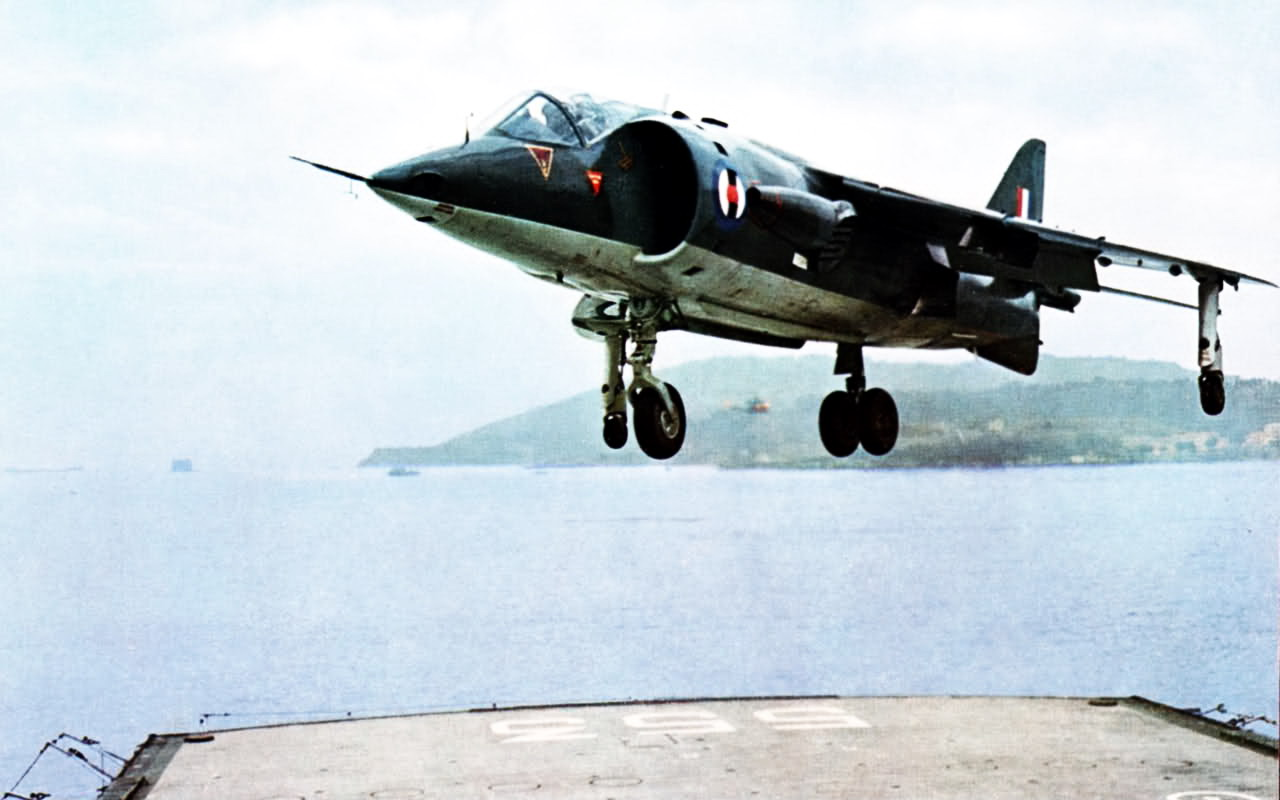
Britischer Harrier 1967 auf der Andrea Doria

### Hauptabmessungen
- Länge über alles: 149,3 m
- Breite über alles: 17,2 m
- Tiefgang 4,9 m
- Verdrängung: 6.500 ts (maximal)

### Antriebsanlage
- 2 Getriebeturbinen, 60.000 PS (45.000 kW)
- 4 Foster-Wheeler-Dampfkessel, 2 Schrauben
- Höchstgeschwindigkeit: 31 kn
- Reichweite: 6.000 sm bei 15 kn

### Besatzung und Bewaffnung
- Besatzung: 500 Mann
- 1 Raketenstartsystem Mk-10 für RIM-2 Terrier
- 8 Geschütze 76/62 mm Oto Melara
- 6 Torpedorohre
- 4 Bordhubschrauber

## Einsätze

### Andrea Doria
Kurz nach seiner Indienststellung führte der Kreuzer anlässlich der Olympischen Sommerspiele in Tokio in der zweiten Jahreshälfte 1964 mit Kadetten der Accademia Navale eine Ausbildungsfahrt in den Fernen Osten durch, im folgenden Jahr dann eine weitere längere Fahrt nach Südamerika. In den Jahren danach nahm es als Flaggschiff der 1. Marinedivision in La Spezia an zahlreichen nationalen und internationalen Übungen teil. In La Spezia landete 1967 auf ihrem achteren Flugdeck versuchsweise ein Hawker Siddeley Harrier der britischen Royal Navy. 1973 übernahm sie aus technischen Gründen nochmals kurz die Rolle eines Schulschiffs für die Kadetten der Marineakademie. Von 1976 bis 1978 folgten verschiedene Modernisierungsarbeiten. 1979 operierte die Andrea Doria mit zwei weiteren italienischen Schiffen im Rahmen der „8º Gruppo navale“ im Südchinesischen Meer, wo zahlreiche Boatpeople gerettet werden konnten. In den 1980er-Jahren operierte sie als Teil der 2. Marinedivision von Tarent aus. 1984 unterstützte sie ein italienisches Truppenkontingent im Libanon. 1986 nahm sie wegen der Libyen-Krise an der italienischen Operation „Girasole“ teil, die der Abschreckung und der Sicherung des See- und Luftraumes im zentralen Mittelmeer diente. Der Kreuzer Andrea Doria wurde am 30. September 1992 in Tarent außer Dienst gestellt. Das Schiff wurde 2001 in Neapel abgewrackt.

### Caio Duilio
Der Kreuzer Caio Duilio lief am 22. Dezember 1962 in Castellammare di Stabia vom Stapel und wurde im November 1964 in Dienst gestellt. Sie wurde der 2. Marinedivision in Tarent zugeteilt und ähnlich intensiv wie ihr Schwesterschiff eingesetzt. Von 1979 bis 1980 wurde die Caio Duilio zu einem Schulschiff umgebaut und ersetzte als solches den Zerstörer San Giorgio der Capitani-Romani-Klasse. Während die Andrea Doria von La Spezia nach Tarent verlegt wurde, kam die Caio Duilio nach La Spezia und führte in den folgenden zehn Jahren etliche Ausbildungsfahrten für die Kadetten der Marineakademie durch. Anlässlich der Olympischen Sommerspiele fuhr sie 1984 nach Los Angeles. Weitere besondere Auslandsreisen führten das Schiff 1985 nach Südamerika und 1988 nach Australien. Der Kreuzer wurde am 15. Dezember 1989 außer Dienst gestellt und Ende 1992 zum Abbruch verkauft.

## Vorgänger und Nachfolger
Die italienische Marine besaß von 1873 bis 1909 ein Panzerschiff namens Caio Duilio sowie von 1882 bis 1911 ein weiteres mit dem Namen Andrea Doria. Von 1912 bis 1956 befanden sich gleichnamige Schlachtschiffe in italienischem Dienst, die die Caio-Duilio-Klasse bildeten.
Heute tragen zwei Lenkwaffenzerstörer der französisch-italienischen Horizon-Klasse diese Namen. Sie werden in Italien oft unter der Bezeichnung Andrea-Doria-Klasse zusammengefasst.